# Хливнюк Андрій Володимирович
Андр́ій Володи́мирович Хливню́к (31 грудня 1979 , Черкаси ) — український музикант, вокаліст, автор текстів гурту Бумбокс та військовий, учасник російсько-української війни.

## Життєпис

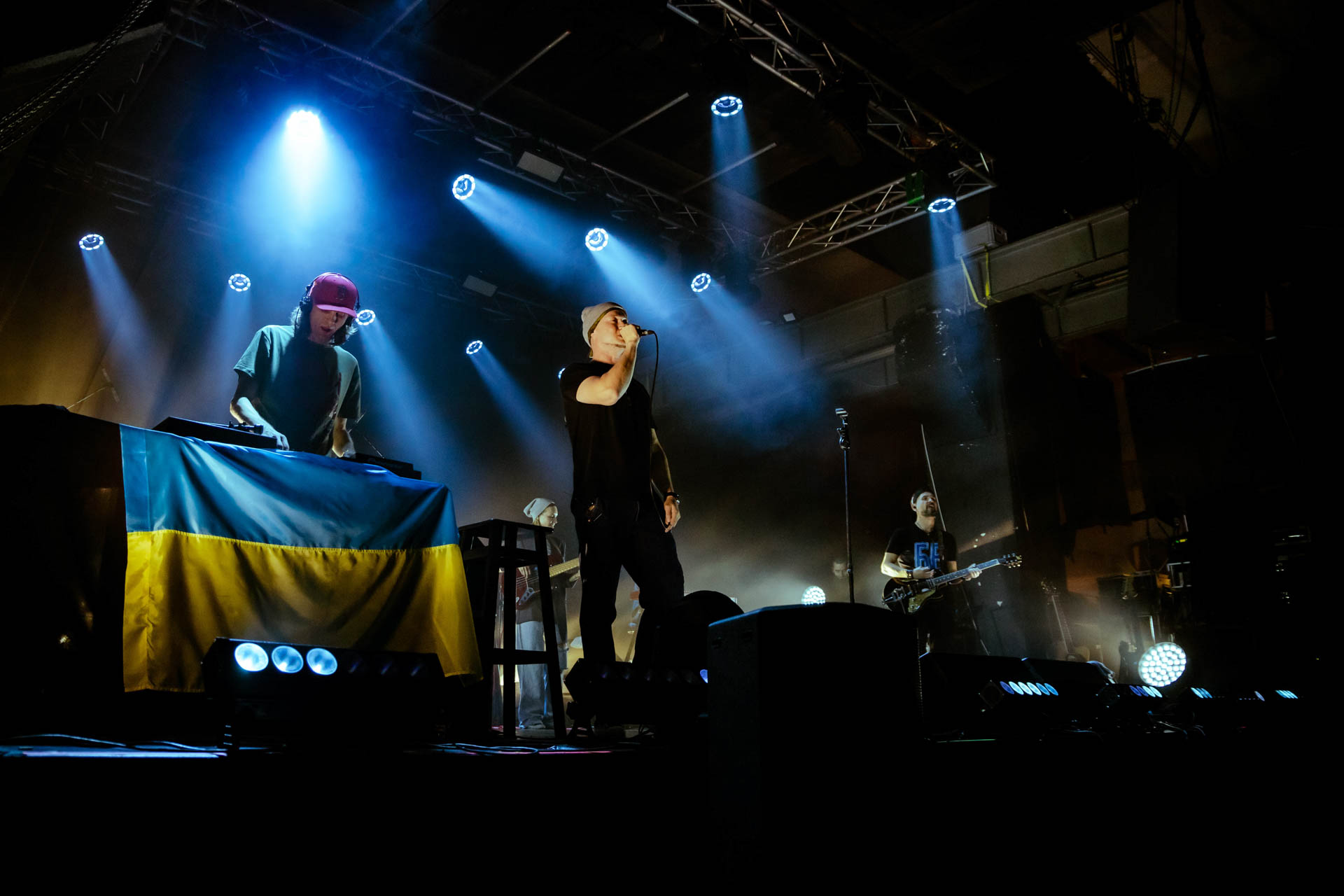
«Бумбокс» у Ґданську, Польща

Народився 31 грудня 1979 року в Черкасах. Навчався в музичній школі за класом акордеона та в черкаському державному бізнес-коледжі на графічного дизайнера. Під час навчання за спеціальністю перекладача в Черкаському університеті ім. Хмельницького почав грати в гурті «Мандариновий рай». У 2001 році гурт переміг на фестивалі «Перлини сезону» та музиканти гурту переїхали до Києва. У столиці Андрій захопився джазом та свінгом, співав з клубним складом Acoustic Swing Band. Пізніше з учасників трьох гуртів — Acoustic Swing Band, Dust Mix і «Тартак» — утворився гурт «Графіт», у якому Андрій був вокалістом.
2004 року Андрій з гітаристом гурту «Тартак» Андрієм «Мухою» Самойло організували фанк-грув-гурт «Бумбокс». За кілька років гурт набув великої популярності в Україні та Росії. У квітні 2005 році було записано перший альбом «Меломанія». В 2006-му вийшла друга платівка «Family Бізнес», що отримала в Україні золотий статус (на даний момент продано більше 100 тисяч примірників диску).
Хливнюк був саунд-продюсером альбому співачки Надін, з якою дуетом виконав власну пісню «Не знаю» в 2007 році, а потім зняв кліп. Дует отримав нагороду «Найбільш несподіваний проєкт року» за версією порталу E-motion.

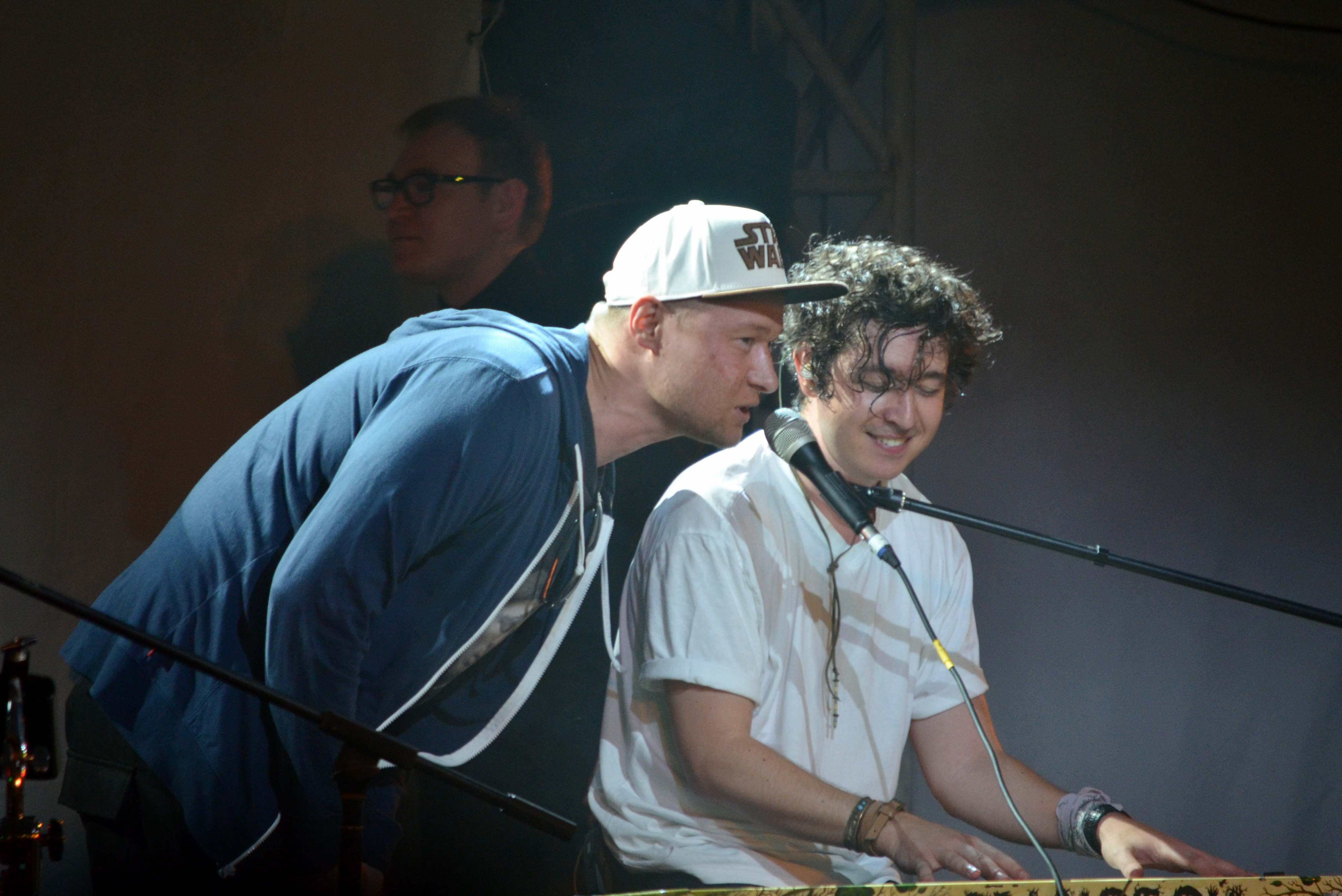
Хливнюк із Дмитром Шуровим на концерті Pianoбой у Зеленому театрі (2014)

Влітку 2007 року композиція «Вахтерам» потрапила в радіоефір радіостанцій Росії, а восени композиція «та4то» потрапила в ротації московських радіостанцій. З часом «Бумбоксом» зацікавились російські звукозаписні компанії, і з фірмою «Моноліт» був підписаний контракт на видання альбомів «Меломанія» та «Family Бізнес» в Росії, вихід яких відбувся 10 червня 2008 року. У серпні 2009 року Хливнюк, разом з Євгеном Кошовим та Потапом, озвучив українською французький бойовик «13-й район: Ультиматум». Андрій озвучував французького поліцейського Дам'єна.
У грудні 2009 року група випустила спільний альбом з київським діджеєм Tonique. 24 червня 2010 року в Києві відбулася презентація альбому «Всё включено». Наприкінці 2011 року вийшов альбом «Середній Вік».
У вересні 2019 року вийшов альбом «Таємний код: Рубікон. Частина 1»,   а у грудні 2019 року «Таємний код: Рубікон. Частина 2». 

### Під час повномасштабного вторгнення
У лютому 2022 року, після повномасштабного вторгнення РФ до України, Хливнюк вступив до ТРО Києва й опублікував відео, де він зі зброєю співав частину української народної пісні «Ой у лузі червона калина», яке стало вірусним у соц.мережі. 26 березня артист потрапив під мінометний обстріл і отримав поранення в обличчя. 2 квітня він повернувся в ТРО.
Згодом південноафриканський музикант The Kiffness записав ремікс на це виконання Хливнюка, всі прибутки від прослуховування треку він направив на допомогу ЗСУ. 8 квітня гурт Pink Floyd випустив на основі тієї ж пісні сингл Hey, Hey, Rise Up!, вокальну партію на якому виконав Хливнюк.
В 2023 році став командиром своєї групи аеророзвідки.
В листопаді 2024 року Хливнюк відмовився від премії у сфері журналістських розслідувань і захисту прав людини ім. Сергія Магнітського. Подякувавши, він заявив, що не може прийняти нагороду, поки інші лауреати "непевні" у необхідності надати Україні зброю для захисту від російської агресії.

## Нагороди

### Державні нагороди
- Орден «За мужність» III ст. (23 серпня 2022)  —за значні заслуги у зміцненні української державності, мужність і самовідданість, виявлені у захисті суверенітету та територіальної цілісності України, вагомий особистий внесок у розвиток різних сфер суспільного життя, відстоювання національних інтересів нашої держави, сумлінне виконання професійного обов’язку.[13]

### Премії
Ставав лауреатом музичної премії «YUNA» в 2012 і 2013 роках у номінації «Найкращий автор слів». У 2012 році віддав свою нагороду Юрію Рибчинському.
Отримав премію «YUNA» у 2016-му в номінаціях Найкраща пісня («Злива») та Найкращий дует (Джамала, Андрій Хливнюк, Дмитро Шуров «Злива»).

## Особисте життя
У липні 2010 року з'явилася інформація, що Хливнюк одружився з випускницею інституту журналістики київського університету Шевченка Ганною Копиловою, яка нині працює артдиректором видавництва «Основи» та режисером музичних кліпів. Є дочкою Вадима Копилова, що був на той момент заступником міністра фінансів України. В Андрія та Ганни є син Іван (нар. 2010) і дочка Олександра (нар. 2013).